# Byhåla 2: Tillbaka till Fårrden
Byhåla 2: Tillbaka till Fårrden är en svensk TV-serie från 1992 om raggarna Ronny och Ragge som är uppföljare till Byhåla. Denna serie sändes först i programmet Megafon och har senare gått i repris år 1997. En tredje del med titeln Byhåla 3 spelades in under 1993.

## Handling
Raggarna Ronny och Ragge bor i den fiktiva orten Byhåla. Ragge deppar över att de blivit av med deras älskade Fårrd (=bil av märket Ford). Ronny är lika deppad själv, men försöker ändå muntra upp sin kompis. En dag får Ronny syn på en annons i en biltidning som berättar om en stor raggarträff som ska äga rum i Pajala och övertalar Ragge att besöka träffen. 
De bestämmer sig för att cykla dit, då en gammal cykel är det enda fordon de har tillgång till. Men det är en lång väg att färdas och efter att ha cyklat i några timmar börjar Ragge fundera på att ge upp. Men just då får de syn på en bilförsäljare och skyndar sig genast dit för att se efter vad bilhandlaren har att erbjuda. Ragge tittar på de olika bilarna medan Ronny smyger sig in på kontoret, där han hittar en bunt sedlar och en bild på ett "pök" i en av skrivbordets lådor. Detta stoppar han i fickan och kikar sedan ut genom fönstret - och får då syn på en Fårrd. Han rusar ut och lyckas precis hindra Ragge från att köpa en annan bil. Han vill hellre att de ska införskaffa Fårrden, som han sedan betalar med hjälp av en del av pengarna han precis stulit. 
Därefter rustar de upp den "nya" Fårrden innan de fortsätter sin resa mot den stora raggarträffen i Pajala. Men många hinder dyker upp längs vägen; exempelvis blir Ragge förälskad, de blir förföljda av en uppretad man i en Volvo och de råkar ut för en bitter lapplisa. Flygbiljetter till Sundsvall behövs för att rädda Fårrden. 
Men när de väl är i Sundsvall och kommer fram till tippen "Lapplisornas Specialskrot", ser raggarna samma Lapplisa i en lyftkran som försöker skrota deras Fårrd. Ronny klär ut sig till "Ronny-bond" och lyckas besegra Lapplisan genom att slänga ned hennes P-bottar. Men när Ronny sätter sig i hytten på lyftkranen för att rädda Fårrden går någonting snett och Ronny släpper Fårrden högt ur lyftkranens klor så att den far i marken och dör.
Raggarna ordnar sedan en begravning för sin Fårrd och Ragge sörjer och gråter, medan Ronny står i telefonkiosken och pratar om att få sätta in en dödsannons för Fårrden.
Ronny och Ragge vandrar sedan upp till Pajala, men när de väl befinner sig där upptäcker de att raggarträffen inträffade året innan. 

## Rollista i urval
- Fredde Granberg - Ragge
- Peter Settman - Ronny
- Leif Ahrle - Kjell, den arge Volvo-mannen
- Gila Bergqvist - Sjuksköterska
- Gry Forssell - Bettan
- Thomas Hedengran - Dr. Mengele
- Anna-Lena Strindlund - Anita

### Fotnoter
1. ↑  Byhåla 2: Tillbaka till Fårrden, eftertexter.[källa från Wikidata]